# Chiesa del Ritrovamento della Croce
La chiesa del Ritrovamento della Croce è una chiesa cimiteriale a Coredo, frazione di Predaia, e risale al XIII secolo. Fu chiesa parrocchiale sino alla metà del XX secolo.

## Storia

### Fondazione e primi secoli

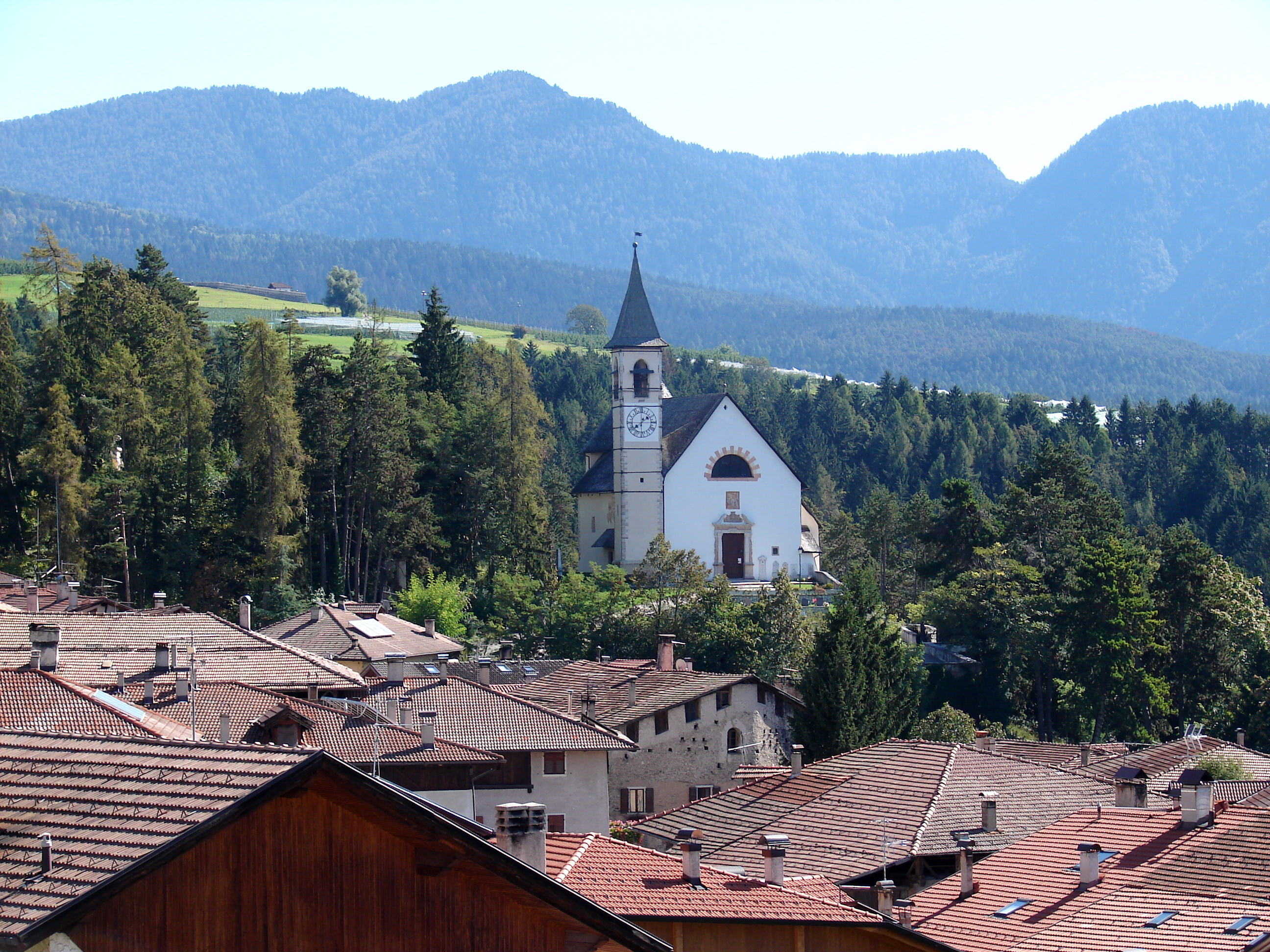
La vecchia chiesa vista dal paese

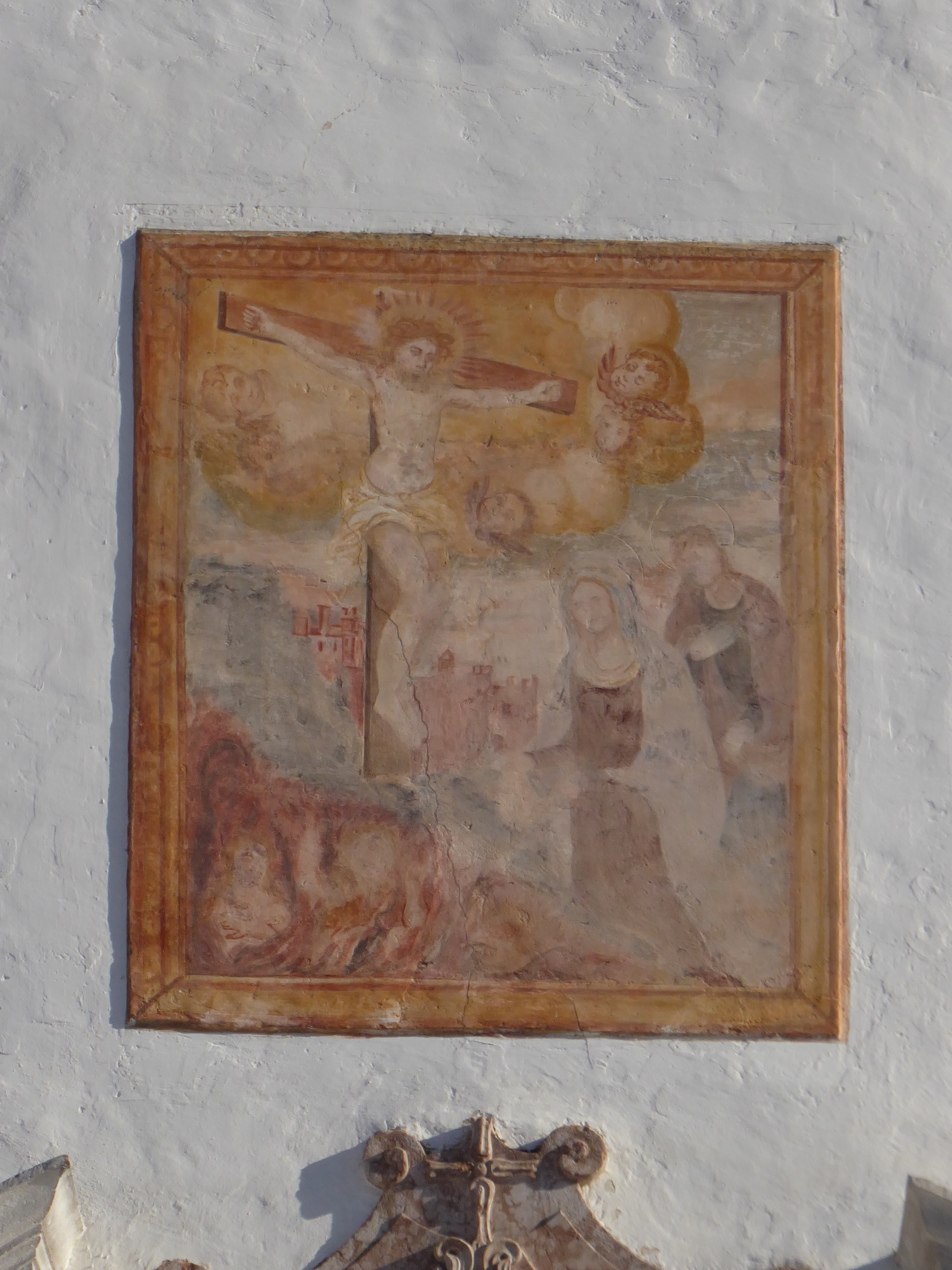
Affresco raffigurante la crocifissione di Gesù sulla facciata

L'antica pieve di Coredo, da fonti documentali, esisteva già nel 1250.
Probabilmente fu oggetto di ricostruzione nel 1468, e nel 1510 forse venne danneggiata da un incendio (tuttavia le fonti storiche su questo particolare non sono certe).
Nel 1579, dai documenti relativi ad una vista pastorale, la chiesa risultava possedere sette semplici altari. In quell'anno venne disposto di ornare gli altari e di intervenire sulla pavimentazione, oltre che a porre una croce nella sala.
Un incendio, in questo caso documentato storicamente, nel 1611 danneggiò sia la chiesa sia il castello. I lavori per il ripristino iniziarono appena arrivò l'autorizzazione vescovile e continuarono per alcuni anni. Durante tale periodo l'edificio fu oggetto di una visita pastorale che stabilì di eliminare alcuni altari laterali non più adeguati, di reintonacare gli interni e di dare un soffitto alla navata. Negli anni che seguirono vennero costruiti un altare dedicato al Rosario, l'altar maggiore e il pulpito. Inoltre venne aggiunta una campana al castello del campanile.
Tra il 1650 e il 1799 la chiesa cambiò più volte di dedicazione. L'originale Santa Maria, talvolta anche  San Silvestro, divenne Santa Maria Assunta, poi cominciò ad essere sempre più frequente il riferimento alla Santa Croce finché tale dedicazione rimase quella definitiva.
Nei primi decenni del XVIII secolo la chiesa venne ristrutturata ed ampliata. I lavori proseguirono ancora sino al 1749 e in questa fase la sala ne risultò arricchita con un altar maggiore al quale vennero aggiunte sculture lignee.
Sempre nel corso del secolo venne riposizionato il pulpito, fu rifatta la pavimentazione, vennero sistemate le balaustre del presbiterio e l'antico fonte battesimale venne sostituito.
All'inizio del XIX secolo venne ampliato il camposanto.
Nel 1828 la sacrestia subì un grave furto, e vennero rubati oggetti ed arredi preziosi in argento. 
Tra 1840 e 1855 venne riparata la copertura absidale, venne reimbiancato l'interno e nuovamente ampliato il camposanto. Venne anche distrutta la Via Crucis alla quale aveva lavorato Rizzardi di Coredo nel 1763.
Sul finire del secolo vennero aggiunte cinque nuove campane al castello campanario, vennero rinnovati in parte gli arredi della sala e venne riparata la copertura del tetto.

### Dal XX secolo
Nel 1907 venne installato l'impianto elettrico. Nel primo dopoguerra vennero sostituite le campane requisite nel periodo bellico dagli austriaci e vennero rinnovati alcuni arredi della sala.
Ottenne dignità di arcipretura nel 1929.
Due furti, compiuti tra il 1969 ed il 1970, deprivarono la chiesa di vari arredi in legno. Sempre nel 1970 un fulmine provocò un incendio che distrusse la copertura del campanile.
Nel 1977 venne rifatta la copertura della torre campanaria, fu restaurato l'abside e sistemate alcune lapidi del camposanto. 
Un ciclo di interventi conservativi iniziò nel 2002 e riguardò le pareti esterne che vennero consolidate nella struttura muraria, inoltre vennero restaurate altre strutture in legno, in ferro e in pietra.
L'ultimo lavoro del 2014 ha riguardato la manutenzione dell'orologio della torre e il controllo del castello delle campane e del loro movimento.